# 1390
- Wikisource

| Calendário gregoriano                                                        | 1390 MCCCXC                                          |
| Ab urbe condita                                                              | 2143                                                 |
| Calendário arménio                                                           | 839 – 840                                            |
| Calendário bahá'í                                                            | -454 – -453                                          |
| Calendário budista                                                           | 1934                                                 |
| Calendário chinês                                                            | 4086 – 4087 Início a 17 de janeiro (aproximadamente) |
| Calendário copta                                                             | 1106 – 1107                                          |
| Calendário etíope                                                            | 1382 – 1383                                          |
| Calendários hindus - Vikram Samvat - Calendário nacional indiano - Cáli Iuga | 1445 – 1446 1311 – 1312 4490 – 4491                  |
| Calendário Holoceno                                                          | 11390                                                |
| Calendário islâmico                                                          | 792 – 793                                            |
| Calendário judaico                                                           | 5150 – 5151                                          |
| Calendário persa                                                             | 768 – 769                                            |
| Calendário rúnico                                                            | 1640                                                 |
| Calendário solar tailandês                                                   | 1933                                                 |

1390 (MCCCXC, na numeração romana) foi um ano comum do século XIV do Calendário Juliano, da Era de Cristo, a sua letra dominical foi B (52 semanas), teve início a um sábado e terminou também a um sábado.
No reino de Portugal estava em vigor a Era de César que já contava 1428 anos.
| Ano completo                   |
| ------------------------------ |
| Ano comum com início ao sábado |

## Eventos
- João de Gant recebe o Ducado da Aquitânia do sobrinho Ricardo II de Inglaterra.

## Nascimentos
- Humphrey, Duque de Gloucester.
- Afonso Gomes de Lira, Senhor de Lira, actual localidade de Lara e homem da corte do Rei João I de Portugal.
- Nasce Afonso de Portugal (1390–1400), filho de João I de Portugal e Filipa de Lencastre
- Gil Vasques Bacelar III - Senhor de Bacelar e do Padroado de Santa Eulália de Cerdal, Honra de Mira, Capitão-mor e alcaide-mor de Valença.
- Gonçalo Velho Cabral, navegador português e povoador dos Açores, morreu em 1460.

## Mortes
- 16 de Fevereiro - Ruperto I, Eleitor Palatino do Reno, foi Conde Palatino do Reno de 1353 a 1390 e fundador da Universidade de Heidelberg. (n. 1309).
- 9 de Outubro  - Rei João I de Castela, de uma queda de cavalo (n. 1358).

## Por tema
- 1390 na literatura